# Piwonice (gromada)
Piwonice – dawna gromada, czyli najmniejsza jednostka podziału terytorialnego Polskiej Rzeczypospolitej Ludowej w latach 1954–1972.
Gromady, z gromadzkimi radami narodowymi (GRN) jako organami władzy najniższego stopnia na wsi, funkcjonowały od reformy reorganizującej administrację wiejską przeprowadzonej jesienią 1954 do momentu ich zniesienia z dniem 1 stycznia 1973, tym samym wypierając organizację gminną w latach 1954–1972.
Gromadę Piwonice z siedzibą GRN w Piwonicach (obecnie w granicach Kalisza) utworzono – jako jedną z 8759 gromad na obszarze Polski – w powiecie kaliskim w woj. poznańskim, na mocy uchwały nr 22/54 WRN w Poznaniu z dnia 5 października 1954. W skład jednostki weszły obszary dotychczasowych gromad Piwonice, Piwonice Kolonia i Żydów ze zniesionej gminy Podgrodzie Kaliskie w tymże powiecie. Dla gromady ustalono 22 członków gromadzkiej rady narodowej.
1 stycznia 1962 do gromady Piwonice włączono obszar zniesionej gromady Chełmce w tymże powiecie.
31 grudnia 1963 z gromady Piwonice wyłączono części obszarów wsi Piwonice i Piwonice-Kolonia, włączając je do miasta Kalisza w tymże województwie.
Gromada przetrwała do końca 1972 roku, czyli do kolejnej reformy gminnej.